# Joe Pantoliano
Joseph Peter „Joe” Pantoliano (Hoboken, New Jersey, 1951. szeptember 12. –) olasz származású Primetime Emmy-díjas amerikai színész, szinkronszínész.
Legismertebb televíziós alakítása az HBO Maffiózók című sorozatában Ralph Cifaretto volt, mellyel Primetime Emmy-díjat nyert. Az 1980-as évek folyamán szerepelt a Kockázatos üzlet (1983), a Kincsvadászok (1985), a La Bamba (1987) és az Éjszakai rohanás (1988) című filmekben. A Wachowski testvérek Fülledtség (1996) és Mátrix (1999) című filmjeiben is játszott, utóbbiban Cyphert alakította. Az 1990-es években A szökevény (1993) és az Életre-halálra (1998) című akciófilmekben Cosmo Renfro szerepében volt látható, 2000-ben a Mementó című thrillerben tűnt fel.

## Fiatalkora
Pantoliano a New Jersey-i Hobokenben született olasz származású szülők első gyermekeként. Apja, Dominic „Monk” Pantoliano halottszállítóként és gyári művezetőként, anyja pedig Mary (született Centrella) varrónőként és bukmékerként dolgozott. Szülei az 1963-ban elváltak. Diszlexiája miatt nehezen haladt iskolai tanulmányával. Mostohaapja tanácsára a középiskola elvégzése után New York-ba költözött, hogy színészi pályára lépjen. A Greenwich Village-i Herbert Berghof Studio tanítványaként John Lehne és Herbert Berghof színészek irányítása alatt sajátította el a színészetet. Manhattani tanulmányai alatt pincérként dolgozott. 1972-ben a Ken Kesey Száll a kakukk fészkére című regénye alapján készült színházi előadásban Billy Babbit szerepét játszotta. 1976-ban Los Angelesbe költözött, ahol szituációs komédiákban kapott szerepeket.

## Pályafutása

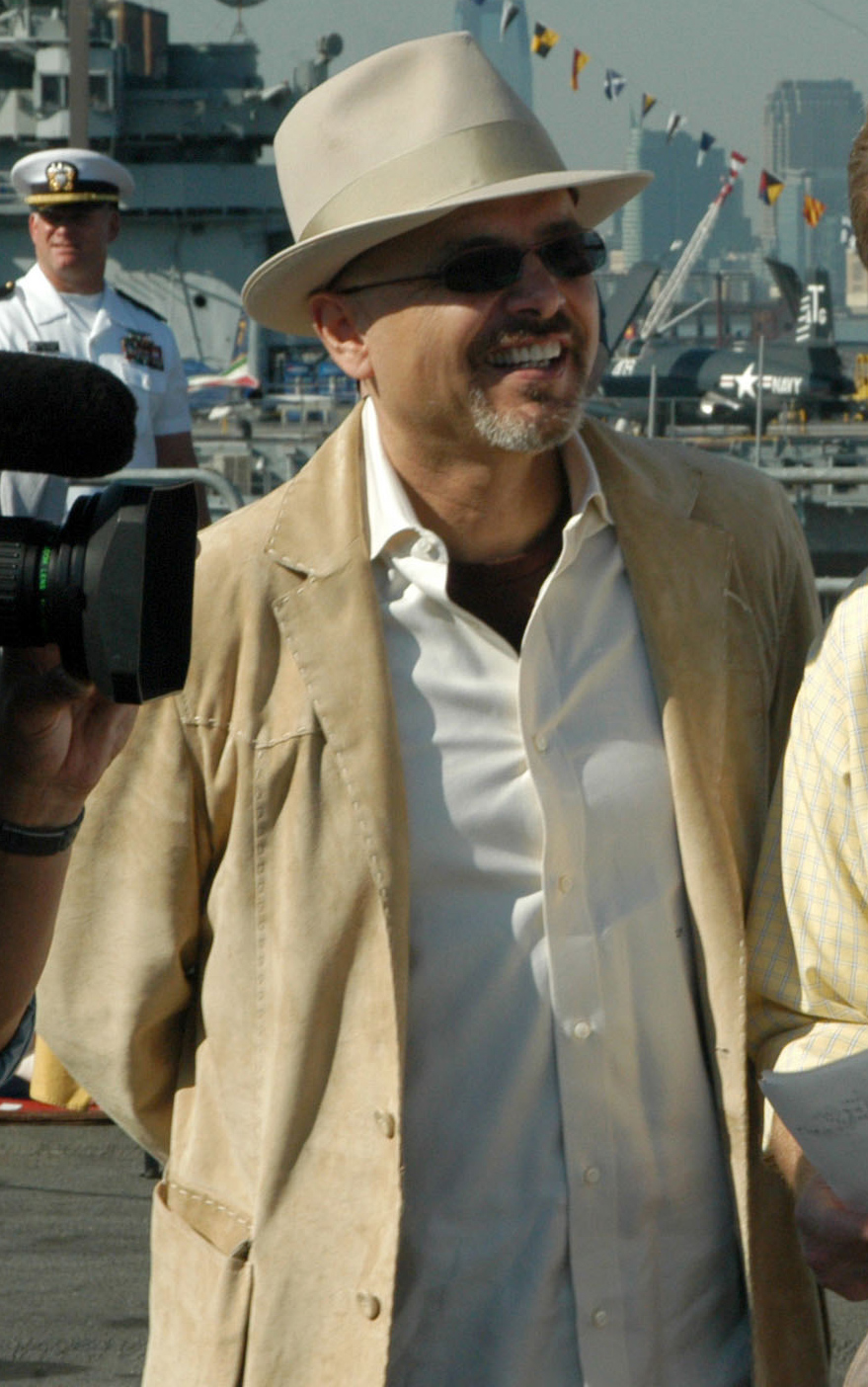
Pantoliano az USS „John F. Kennedy” fedélzetén (Flották Hete (Fleet Week) - 2005)

Hollywoodban a Most és mindörökké című sorozat Angelo Maggio közlegényeként figyeltek fel rá. Majd első sikeres filmszerepe az 1983-as Kockázatos üzlet című filmben volt, melyben egy Guido nevű stricit alakított Tom Cruise és Rebecca De Mornay oldalán, majd ismertsége tovább nőtt, amikor 1985-ben eljátszotta a gonosz Francis Fratelli szerepét Richard Donner Kincsvadászok című filmjében. 1988-ban, Robert De Niro Éjszakai rohanás című komédiájában Eddie Moscone óvadékügynökként, az 1996-os Fülledtségben pedig szicíliai maffiózóként volt látható. Az 1993-ban, illetve 1998-ban bemutatott A szökevény és az Életre-halálra című filmekben Cosmo Renfro, helyettes rendőrbíróként volt látható. A hatalmas sikert arató Mátrixban Cyphert alakította. A 2000-ben bemutatott Mementóban John „Teddy” Gammell, a korrupt rendőr szerepét kapta, majd a 2003-as Daredevil – A fenegyerek című filmben Ben Urich oknyomozó újságírót alakította.
2006-ban a Fort Lauderdale Nemzetközi Filmfesztiválon a Legjobb drámai teljesítmény kategória győztese lett a Festővászon című filmben nyújtott alakításáért.
2000 és 2004 között a Maffiózókban egy őrült és kegyetlen gengszter, Ralph Cifaretto szerepét játszotta. Utóbbi alakításáért Primetime Emmy-díjjal jutalmazták.
Több animációs filmben szinkronszínészként működött közre (Kutyák és macskák, Húsvéti tojáskaland, Pata-csata, Kutyák és macskák: A rusnya macska bosszúja, Beethoven).

## Színház
Pályafutása kezdetén, 1972-ben a Száll a kakukk fészkére színpadi változatában Billy Babbit-et alakította.
2003-ban a Frankie and Johnny in the Clair de Lune című Broadway-színdarabban Stanley Tucci beugrója volt. 2013-ban Yogi Berra baseball-játékos szerepére kérték fel Bronx Bombers című Broadway-darabban, azonban a próbák alatt „alkotói nézeteltérések” miatt elhagyta az előadást.
2015 márciusa és áprilisa között a new york-i Theater For The New City-ben lépett fel a Great Kills című darab főszereplőjeként.

## Könyvei
Pantoliano két önéletrajzi könyv szerzője is (Who’s Sorry Now: The True Story of a Stand-Up Guy és Asylum: Hollywood Tales From My Great Depression: Brain Dis-Ease, Recovery and Being My Mother’s Son), melyekben többek között gyerekkoráról és azokról a szenvedélybetegségekről (alkohol, étel, szex, fájdalomcsillapítók) is ír, amelyeket depressziójának diagnosztizálása előtt megtapasztalt.

## Magánélete
Pantoliano 1979-ben vette feleségül Morgan Kester színésznőt, akitől 1981-ben egy fia született (Marco). 1985-ben elvált Kestertől. 1994-ben házasodott össze Nancy Sheppard modellel, akitől két lánya született: Daniella (1992), Isabella (1998). Mellettük Sheppard lányának, Melody-nak (1985) nevelőapja is.
2007-ben bejelentette, hogy klinikai depresszióval diagnosztizálták, ami miatt úgy döntött, hogy kiáll a nyilvánosság elé, és felhívja a közvélemény figyelmét a mentális betegségekben szenvedők megbélyegzésére. Ezzel a céllal alapította meg 2009-ben a No Kidding, Me Too! (Ne viccelj, én is!) nevű civil szervezetet, amely a pszichés betegségekkel élők integrálását, illetve a betegségekkel kapcsolatos felvilágosító munkát tűzte ki céljául. Pantoliano 2009-ben az alapítvány nevével azonos dokumentum filmet készített, melyben a mentális betegségekkel küzdőket ért megbélyegzés ellen kampányol. A szervezet felügyelő testületében többek között olyan hírességek találhatóak meg, mint Jeff Bridges, James Cameron, Patricia Cornwell, Vincent Curatola, Dana Delany, Matt Dillon, Robert Downey Jr., Edie Falco, Laurence Fishburne, William Fichtner, Harrison Ford, Gina Gershon, Charles Grodin, Michael Imperioli, Samuel L. Jackson, Sarah Lancaster, Ang Lee, Ron Perlman vagy Gloria Reuben.
Nagy rajongója Frank Sinatrának, aki Hobokennek ugyanarról a környékéről származik mint ő, nagyapáik pedig munkatársak voltak a tűzoltóságnál. Elmondása szerint többször is egy helyiségben tartózkodott az énekessel, de soha nem volt bátorsága bemutatkozni. Ennek ellenére Sinatra ismerte őt és színészi munkásságát, és közös barátjuknak Chazz Palminteri-nek megemlítette, hogy „az a kölyök játszotta Maggio-t a Most és mindörökkében. Szegény kurafi, soha nem lesz Hoboken leghíresebb fickója!”
Bamboo Asian Confusion néven rövid ideig egy éttermet is működtetett Norwalk-ban. A vendéglő több ázsiai ország konyhaművészetét ötvözte.

## Filmográfia

### Film
| Év   | Magyar cím                                  | Eredeti cím                                        | Szerep                                         | Magyar hang        |
| ---- | ------------------------------------------- | -------------------------------------------------- | ---------------------------------------------- | ------------------ |
| 1974 |                                             | Road Movie                                         | rabló (Joseph Pantoliano néven)                |                    |
| 1974 | Csak a férjem meg ne tudja!                 | For Pete's Sake                                    | álruhás rendőr                                 |                    |
| 1980 | A sztárcsináló                              | The Idolmaker                                      | Gino Pilato                                    |                    |
| 1982 |                                             | Monsignor                                          | Joe Musso közlegény                            |                    |
| 1983 |                                             | The Final Terror                                   | Eggar                                          |                    |
| 1983 | Kockázatos üzlet                            | Risky Business                                     | Guido                                          | Rosta Sándor       |
| 1983 | Kockázatos üzlet                            | Risky Business                                     | Guido                                          | Galbenisz Tomasz   |
| 1983 | Eddie és a cirkálók                         | Eddie and the Cruisers                             | Doc Robbins                                    |                    |
| 1985 | Hőhullám                                    | The Mean Season                                    | Andy Porter                                    | Holl Nándor        |
| 1985 | Kincsvadászok                               | The Goonies                                        | Francis Fratelli                               | Usztics Mátyás     |
| 1986 | Rémült rohanás                              | Running Scared                                     | Snake                                          | Józsa Imre         |
| 1986 | Rémült rohanás                              | Running Scared                                     | Snake                                          | Széles Tamás       |
| 1987 | La Bamba                                    | La Bamba                                           | Bob Keane                                      | Schnell Ádám       |
| 1987 | Alkalom szüli a milliomost                  | The Squeeze                                        | Norman                                         | Kassai Károly      |
| 1987 | Alkalom szüli a milliomost                  | The Squeeze                                        | Norman                                         | Lippai László      |
| 1987 | Amazonok a Holdon                           | Amazon Women on the Moon                           | Sy Swerdlow                                    | Seszták Szabolcs   |
| 1987 | A nap birodalma                             | Empire of the Sun                                  | Frank Demarest                                 | Gáspár Sándor      |
| 1987 | Jelenetek az aranybányából                  | Scenes from the Goldmine                           | Manny Ricci                                    |                    |
| 1988 | Belső körök                                 | The In Crowd                                       | Perry Parker                                   |                    |
| 1988 | Éjszakai rohanás                            | Midnight Run                                       | Eddie Moscone                                  | Usztics Mátyás     |
| 1990 | Philadelphiai zsaru                         | Downtown                                           | White                                          | Balázs Péter       |
| 1990 | Philadelphiai zsaru                         | Downtown                                           | White                                          | Cs. Németh Lajos   |
| 1990 | Kék kopó                                    | The Last of the Finest                             | Wayne Gross                                    | Katona Zoltán      |
| 1990 | Kék kopó                                    | The Last of the Finest                             | Wayne Gross                                    | Fekete Zoltán      |
| 1990 | Sose halok meg                              | Short Time                                         | Scalese                                        | Csuja Imre         |
| 1990 | Külvárosi álmok                             | Backstreet Dreams                                  | Paul Antangeli                                 |                    |
| 1990 |                                             | Arduous Moon (rövidfilm)                           | ismeretlen szerep                              |                    |
| 1991 | Zandalee                                    | Zandalee                                           | Gerri                                          | Kassai Károly      |
| 1992 | Lestrapált emberek                          | Used People                                        | Frank                                          | Czvetkó Sándor     |
| 1993 | Ki szeret a végén?                          | Three of Hearts                                    | Mickey                                         | Csuja Imre         |
| 1993 | A szökevény                                 | The Fugitive                                       | Cosmo Renfro helyettes vizsgálóbíró            | Szűcs Sándor       |
| 1993 | Marilyn mosolya                             | Calendar Girl                                      | Harvey Darpinian                               | Tarján Péter       |
| 1993 | A kölyök és én                              | Me and the Kid                                     | Roy                                            |                    |
| 1994 | Teresa tetoválása                           | Teresa's Tattoo                                    | Bruno                                          | Rosta Sándor       |
| 1994 | Rövidrezárt robot                           | Robot in the Family                                | Jack Shamir                                    | Kassai Károly      |
| 1994 | Szabadnapos baba                            | Baby's Day Out                                     | Norby                                          | Maros Gábor        |
| 1995 | A galamb röpte                              | The Flight of the Dove                             | Brezner ügyvéd                                 |                    |
| 1995 | Bad Boys – Mire jók a rosszfiúk?            | Bad Boys                                           | Howard kapitány                                | Cseke Péter        |
| 1995 | Bad Boys – Mire jók a rosszfiúk?            | Bad Boys                                           | Howard kapitány                                | Tarján Péter       |
| 1995 | Kongó                                       | Congo                                              | Eddie Ventro                                   | Pusztaszeri Kornél |
| 1995 | Az utolsó üzenet                            | The Last Word                                      | Doc                                            | László Zsolt       |
| 1995 | Kis simli, nagy simli                       | Steal Big Steal Little                             | Eddie Agopian, Ruben ügyvédje                  | Háda János         |
| 1995 | Halhatatlanok                               | The Immortals                                      | Pete Tunnell                                   | Galambos Péter     |
| 1996 | Fülledtség                                  | Bound                                              | Caesar                                         | Rosta Sándor       |
| 1996 | Természetes ellenség                        | Natural Enemy                                      | Stuart                                         | Rosta Sándor       |
| 1997 | Fönn a csúcson                              | Top of the World                                   | Vince Castor                                   | Németh Gábor       |
| 1997 | Rémálomgyár                                 | Tinseltown                                         | Arnie                                          |                    |
| 1998 | Életre-halálra                              | U.S. Marshals                                      | Cosmo Renfro helyettes vizsgálóbíró            | Epres Attila       |
| 1998 | Kismenők                                    | Hoods                                              | Charlie Flynn                                  | Kőszegi Ákos       |
| 1998 |                                             | Taxman                                             | Al Benjamin                                    |                    |
| 1999 | Mint a hurrikán                             | Forces of Nature                                   | taxis                                          |                    |
| 1999 | Mátrix                                      | The Matrix                                         | Cypher / Mr. Reagan                            | Epres Attila       |
| 1999 | Fekete-fehér                                | Black & White                                      | Bill King                                      |                    |
| 1999 |                                             | The Life Before This                               | Jake Maclean                                   |                    |
| 1999 | Friss vér                                   | New Blood                                          | Hellman                                        |                    |
| 2000 | Ha szorít a szorító                         | Ready to Rumble                                    | Titus Sinclair                                 | Tarján Péter       |
| 2000 | Mementó                                     | Memento                                            | Teddy                                          | Szombathy Gyula    |
| 2000 | Halálnemek                                  | A Better Way to Die                                | Flash                                          |                    |
| 2001 | Kutyák és macskák                           | Cats & Dogs                                        | Lesi (hangja)                                  | Cseke Péter        |
| 2002 |                                             | A Call for Help                                    | Charlie                                        |                    |
| 2002 | Pluto Nash – Hold volt, hold nem volt...    | The Adventures of Pluto Nash                       | Mogan                                          | Holl Nándor        |
| 2003 | Daredevil – A fenegyerek                    | Daredevil                                          | Ben Urich                                      | Szirtes Gábor      |
| 2003 | Bad Boys 2. – Már megint a rosszfiúk        | Bad Boys II                                        | Howard kapitány                                | Kassai Károly      |
| 2003 |                                             | Silver Man                                         | Norbert                                        |                    |
| 2004 |                                             | Second Best                                        | Elliot                                         |                    |
| 2004 | Az ellenkező nem                            | Perfect Opposites                                  | Louis Carbonelli                               | Borbély László     |
| 2004 | Húsvéti tojáskaland                         | The Easter Egg Adventure                           | Terrible Timothy Takit (hangja)                |                    |
| 2005 | Pata-csata                                  | Racing Stripes                                     | Gúnár (hangja)                                 | Háda János         |
| 2005 |                                             | The Amateurs                                       | idióta                                         |                    |
| 2005 |                                             | The Check Up (rövidfilm)                           | A felügyelő                                    |                    |
| 2006 | Botcsinálta ellenőr                         | Larry the Cable Guy: Health Inspector              | M.T. Gunn                                      |                    |
| 2006 | Randi az oltárnál                           | Wedding Daze                                       | Smitty                                         | Berzsenyi Zoltán   |
| 2006 | Festővászon                                 | Canvas                                             | John Marino                                    |                    |
| 2006 | Emlékezetkiesés                             | Unknown                                            | megkötözött férfi                              | Epres Attila       |
| 2009 | A hullagyártó                               | The Job                                            | Perriman                                       | R. Kárpáti Péter   |
| 2009 | Aranyajtó                                   | Falling Up                                         | George                                         | Halmágyi Sándor    |
| 2009 | Dühöngő halál                               | Deadly Impact                                      | David Kaplow                                   | Kassai Károly      |
| 2010 | Percy Jackson és az olimposziak             | Percy Jackson & the Olympians: The Lightning Thief | Gabe Ugliano                                   | Csuja Imre         |
| 2010 | Kutyák és macskák: A rusnya macska bosszúja | Cats & Dogs: The Revenge of Kitty Galore           | Lesi (hangja)                                  | Görög László       |
| 2010 |                                             | The Legend of Secret Pass                          | Chuckster (hangja)                             |                    |
| 2011 | Bingo, zsebesnek áll a világ                | Loosies                                            | Carl                                           | Rosta Sándor       |
| 2011 |                                             | Jeremy Fink and the Meaning of Life                | Oswald Oswald III (Joe Peter Pantoliano néven) |                    |
| 2014 |                                             | The Identical                                      | Avi Hirshberg                                  |                    |
| 2016 |                                             | The Perfect Match                                  | Marty                                          |                    |
| 2017 | Csak most kezdődik                          | Just Getting Started                               | Joey                                           | Harsányi Gábor     |
| 2018 |                                             | Happy Anniversary                                  | Aldo                                           |                    |
| 2018 |                                             | Feast of the Seven Fishes                          | Frankie bácsi                                  |                    |
| 2018 |                                             | The Brawler                                        | Al Braverman                                   |                    |
| 2019 |                                             | From the Vine                                      | Marco Gentile                                  |                    |
| 2020 | Bad Boys – Mindörökké rosszfiúk             | Bad Boys for Life                                  | Conrad Howard parancsnok                       | Kassai Károly      |
| 2021 |                                             | Hide and Seek                                      | Collin Carmichael                              |                    |
| 2024 | Bad Boys – Mindent vagy többet              | Bad Boys: Ride or Die                              | Conrad Howard parancsnok                       | Kassai Károly      |

### Televízió
| Év        | Magyar cím                  | Eredeti cím                            | Szerep                                            | Megjegyzések                                         |
| --------- | --------------------------- | -------------------------------------- | ------------------------------------------------- | ---------------------------------------------------- |
| 1977      |                             | McNamara's Band                        | Frankie Milano                                    | tévéfilm                                             |
| 1978      |                             | Free Country                           | Louis Peschi                                      | 3 epizód                                             |
| 1978      |                             | More Than Friends                      | Ralph                                             | tévéfilm                                             |
| 1979      | Most és mindörökké          | From Here to Eternity                  | Angelo Maggio közlegény                           | - 3 epizód - magyar hangja: - Felföldi László        |
| 1979      |                             | Eischied                               | fiú                                               | 1 epizód                                             |
| 1980      | Alcatraz                    | Alcatraz: The Whole Shocking Story     | Ray Neal                                          | - tévéfilm - magyar hangja: - Rudolf Péter           |
| 1981      |                             | M*A*S*H                                | Gerald Mullen tizedes                             | 1 epizód                                             |
| 1981–1984 |                             | Hart to Hart                           | Frank Tisdale / Nate Volkman                      | 2 epizód                                             |
| 1982      |                             | Chicago Story                          | Cooney                                            | 1 epizód                                             |
| 1983      |                             | Hardcastle and McCormick               | Teddy Hollins                                     | 1 epizód                                             |
| 1984      | Zsarublues                  | Hill Street Blues                      | Sonny Orsini                                      | 2 epizód                                             |
| 1984      |                             | Trapper John, M.D.                     | Michael Merrow                                    | 1 epizód                                             |
| 1984      |                             | Mister Roberts                         | Insigna                                           | tévéfilm                                             |
| 1984      |                             | Simon & Simon                          | Carl                                              | 1 epizód                                             |
| 1985      |                             | Robert Kennedy and His Times           | Roy Cohn                                          | 1 epizód                                             |
| 1986      |                             | Amazing Stories                        | Joe                                               | 1 epizód                                             |
| 1986      |                             | L.A. Law                               | Rob Cavanaugh                                     | 1 epizód                                             |
| 1987      |                             | Destination America                    | Mike Amico hadnagy                                | tévéfilm                                             |
| 1988      |                             | Walt Disney's Wonderful World of Color | Ronnie                                            | 1 epizód                                             |
| 1989      | Végzetes utóhatás           | Nightbreaker                           | Jack Russell őrmester                             | - tévéfilm - magyar hangja: - Sinkovits-Vitay András |
| 1989      |                             | Deadly Nightmares                      | Charles testvér                                   | 1 epizód                                             |
| 1989–1992 | Mesék a kriptából           | Tales from the Crypt                   | Ulric / osztó a kaszinóban                        | - 2 epizód - magyar hangja: - Usztics Mátyás (Ulric) |
| 1990      | Texas ördöge                | El Diablo                              | Kid Durango                                       | - tévéfilm - magyar hangja: - Kassai Károly          |
| 1990–1991 |                             | The Fanelli Boys                       | Dominic Fanelli                                   | 19 epizód                                            |
| 1991      |                             | Civil Wars                             | Stan DeMarco                                      | 1 epizód                                             |
| 1991      | Különleges győzelem         | One Special Victory                    | Daniel                                            | tévéfilm                                             |
| 1992      | Hegylakó                    | Highlander                             | Dr. Wilder                                        | - 1 epizód - magyar hangja: - Józsa Imre             |
| 1992      | Gyilkos szem                | Through the Eyes of a Killer           | Jerry                                             | - tévéfilm - magyar hangja: - Breyer Zoltán          |
| 1994      | Veszélyes szív              | Dangerous Heart                        | Barclay                                           | tévéfilm                                             |
| 1994      | Beethoven                   | Beethoven                              | Sparky (hangja)                                   | 12 epizód                                            |
| 1995      |                             | The Marshal                            | Cameris                                           | 1 epizód                                             |
| 1995      | New York rendőrei           | NYPD Blue                              | Vinnie Greco                                      | 3 epizód                                             |
| 1996      |                             | Ed McBain's 87th Precinct: Ice         | Meyer Meyer nyomozó                               | tévéfilm                                             |
| 1996      | Louie élete                 | Life with Louie                        | Jojo Stomopolous (hangja)                         | 1 epizód                                             |
| 1996      |                             | Arli$$                                 | Vic Freed                                         | 1 epizód                                             |
| 1996–1997 |                             | EZ Streets                             | Jimmy Murtha                                      | 12 epizód                                            |
| 1998      | Herkules                    | Hercules                               | Pán, a szatírok királya (hangja)                  | 1 epizód                                             |
| 1998      |                             | The Lionhearts                         | ismeretlen szinkronhang                           | 5 epizód                                             |
| 1999      | Végtelen határok            | The Outer Limits                       | Stan Harbinger                                    | 1 epizód                                             |
| 1999      | Olive, a másik rénszarvas   | Olive, the Other Reindeer              | Martini (hangja)                                  | tévéfilm                                             |
| 1999      |                             | Sugar Hill                             | Joe                                               | ismeretlen epizódok                                  |
| 1998–2001 | Godzilla                    | Godzilla: The Series                   | Animal Palotti / Victor „Animal” Palotti (hangja) | 8 epizód                                             |
| 2001      | Roswell                     | Roswell                                | Kal Langley                                       | 2 epizód                                             |
| 2001–2004 | Maffiózók                   | The Sopranos                           | Ralph Cifaretto                                   | 21 epizód                                            |
| 2003      |                             | Gary the Rat                           | Anthony „the Heel” Stilletto (hangja)             | 1 epizód                                             |
| 2003–2004 | FBI-ügynökök bevetésen      | The Handler                            | Joe Renato                                        | 16 epizód                                            |
| 2004–2006 | Dr. Vegas – A szerencsedoki | Dr. Vegas                              | Tommy Danko                                       | 7 epizód                                             |
| 2006      |                             | Waterfront                             | James „Jimmy” Centrella                           | 5 epizód                                             |
| 2006      | A Simpson család            | The Simpsons                           | Dante (hangja)                                    | 1 epizód (A maffiózó, a séf, a feleség és Homer)     |
| 2006      | Ámítás                      | Deceit                                 | Anthony                                           | tévéfilm                                             |
| 2011      | Kergetjük az amerikai álmot | How to Make It in America              | Felix De Florio                                   | 2 epizód                                             |
| 2014      |                             | More Time with Family                  | Stan Rizzo                                        | tévéfilm                                             |
| 2015      |                             | Deadbeat                               | híres színész                                     | 1 epizód                                             |
| 2015–2017 | Nyolcadik érzék             | Sense8                                 | Michael Gorski                                    | 5 epizód                                             |
| 2017      | SpongyaBob Kockanadrág      | SpongeBob SquarePants                  | Stickyfins Whiting (hangja)                       | 1 epizód                                             |
| 2018      | A szörny – Az örökség       | Lake Placid: Legacy                    | Henderson                                         | tévéfilm                                             |
| 2020–2021 | MacGyver                    | MacGyver                               | Eric Andrews                                      | 2 epizód                                             |
| 2020–2023 | Tacoma FD – A lángelmék     | Tacoma FD                              | Eddie Penisi Sr.                                  | 4 epizód                                             |
| 2021      |                             | The Santa Stakeout                     | Francis Miller                                    | tévéfilm                                             |
| 2022      |                             | Chucky                                 | önmaga                                            | 1 epizód                                             |
| 2023      | Csillag Patrik műsora       | The Patrick Star Show                  | Stickyfins Whiting (hangja)                       | 1 epizód                                             |
| 2024      | Dexter: Eredendő bűn        | Dexter: Original Sin                   | Mad-Dog                                           | 1 epizód                                             |
| 2025      | The Last of Us              | The Last of Us                         | Eugene Lynden                                     | - 1 epizód - magyar hangja: - Pálfai Péter           |

### Videójátékok
| Év   | Cím                                                    | Szerep                    | Megjegyzések               |
| ---- | ------------------------------------------------------ | ------------------------- | -------------------------- |
| 2001 | Majestic                                               | Tim Pritchard             | 4. epizód                  |
| 2001 | Grand Theft Auto III                                   | Luigi Goterelli           |                            |
| 2013 | Call of Duty: Black Ops II                             | Albert "Weasel" Arlington | Mob of the Dead kiegészítő |
| 2021 | Grand Theft Auto: The Trilogy – The Definitive Edition | Luigi Goterelli           | archív felvételek          |

## Díjak és jelölések
| Év   | Díj                                          | Kategória                                             | Jelölt mű      | Eredmény |
| ---- | -------------------------------------------- | ----------------------------------------------------- | -------------- | -------- |
| 1997 | Szaturnusz-díj                               | legjobb férfi mellékszereplő                          | Fülledtség     | Jelölve  |
| 1997 | Television Critics Association               | legjobb egyéni teljesítmény drámában                  | EZ Streets     | Jelölve  |
| 1997 | Viewers for Quality Television               | legjobb férfi mellékszereplő minőségi drámasorozatban | EZ Streets     | Jelölve  |
| 2002 | Las Vegas-i Filmkritikusok Társaságának díja | legjobb mellékszereplő                                | Mementó        | Jelölve  |
| 2002 | Screen Actors Guild-díj                      | legjobb szereplőgárda (drámasorozat)                  | Maffiózók      | Jelölve  |
| 2003 | Screen Actors Guild-díj                      | legjobb szereplőgárda (drámasorozat)                  | Maffiózók      | Jelölve  |
| 2003 | Primetime Emmy-díj                           | legjobb férfi mellékszereplő (drámasorozat)           | Maffiózók      | Elnyerte |
| 2003 | Garden State Filmfesztivál                   | életműdíj                                             | –              | Elnyerte |
| 2006 | Fort Lauderdale Nemzetközi Filmfesztivál     | legjobb drámai teljesítmény                           | Festővászon    | Elnyerte |
| 2025 | Primetime Emmy-díj                           | legjobb vendégszínész (drámasorozat)                  | The Last of Us | Jelölve  |